# Kansas City Chiefs
A Kansas City Chiefs egy profi amerikaifutball-csapat, a Missouri állambeli Kansas Cityben székelnek. Az AFC nyugati divíziójában játszanak az Nemzeti Futball-ligában. Eredetileg Dallas Texansnak hívták a csapatot, melyet az AFCE egyik prominens személyisége, Lamar Hunt alapított 1960-ban. 1963-ban a csapat átkerült Kansas Citybe és átnevezték Kansas City Chiefsnek. A csapat hivatalos, teljes neve Kansas City Chiefs Football Club, Inc., a Forbes-listán 2,3 milliárd dollár tőkével jegyzik.
1960-tól 1969-ig a csapat három ligakupát nyert az AFL-ben (1962, 1966, 1969), és minden idők legjobb AFL-rekordjait (92–50–5) tartották. A Chiefs a New York Jets mögött a második olyan AFC-ligás csapat volt, amelyik világbajnok lett, mikor az AFL–NFL világbajnokságon legyőzte a Minnesota Vikings csapatát a IV. Super Bowlon. A csapat 1970. január 11-én kivívott győzelme volt a Chiefs első bajnoki címe, melyet követett a 2019-es Super Bowl LIV győzelem. A Chiefs a Green Bay Packers mögött a második olyan csapat volt, amelyik egynél több Super Bowlon szerepelt, és ők voltak az első olyan csapat, melyek két külön évtizedben is szerepeltek a bajnokságban.

## Története
1959-ben Lamart Hunt tárgyalásokat folytatott arról, hogy egy profi amerikaifutball-ligát alapíthasson, amely méltó ellenfele lehet a Nemzeti Futball-ligának. Miután nem sikerült az NFL-ben szereplő Chicago Cardinals csapatát áttenni szülővárosába, Dallasba, Hunt elment az NFL-hez és kérvényezte, hogy csapatot alapíthasson Dallasban. Az NFL elutasította, így Hunt 1960-ban megalapította az Amerikai Futball-ligát és a saját csapatát, a Dallas Texanst.
A Texans csapata az NFL-ben játszó Dallas Cowboys csapatával három éven át közösen osztozott a Cotton Bowl stadionjával. Míg a Cowboysok csapat átlagosan 24 500 pontot szerzett évente a Cotton Bowlban, a Texans csapata kevesebb figyelmet kapott, a liga kevésbé ismertsége miatt is. A harmadik évadban a csapat a Houston Oilers csapatával mérkőzhetett meg, amelyek az ABC csatorna is közvetített. Azon a meccsen a Texans két hosszabbítás után 20-17-re legyőzte a Houstont. A meccse 77 perc 54 másodpercig tartott, így ez a bajnokság valaha volt leghosszabb meccse.
Bár a két dallasi csapata sikeres volt, a város nem bírt el két profi amerikaifutball-csapatot. Hunt elkezdett azon gondolkodni, hogy a csapatát Atlantába vagy Miamiba költözteti át az 1963-as évadra. Kansas City polgármestere, Harold Roe Bartle felajánlotta Huntnak, hogy költöztesse csapatát a városába. A csapata a kansasi Municipal Stadiumot kapta meg.

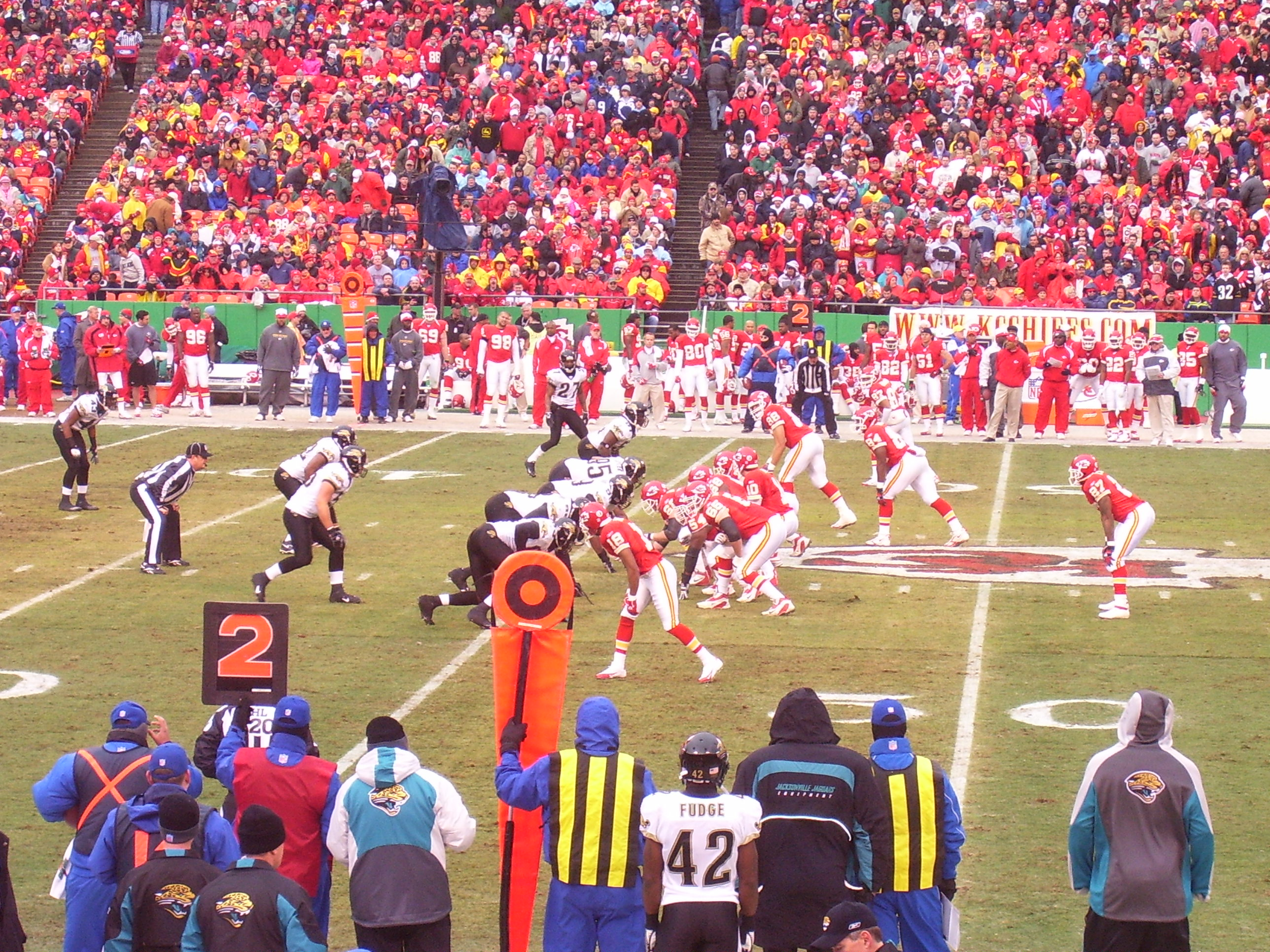
A Jacksonville Jaguars ellen felálló Chiefs

Hunt 1963. május 22-én beleegyezett az átköltöztetésbe és május 26-án a csapatot átnevezték a Kansas City Chiefs névre. Hunt és a vezetőedző, Hank Stram úgy tervezte, hogy meghagyja a Texans nevet, de a rajongók szavazatai alapján a Chiefs név lett elfogadva, ami a polgármester beceneve is volt. 4866 javaslat érkezett a szavazásra, amelyen 1020 nevet javasoltak a csapatnak, köztük 42 javasolta a Chiefs nevet. A másik két leginkább javasolt név a Mules és a Royals volt.

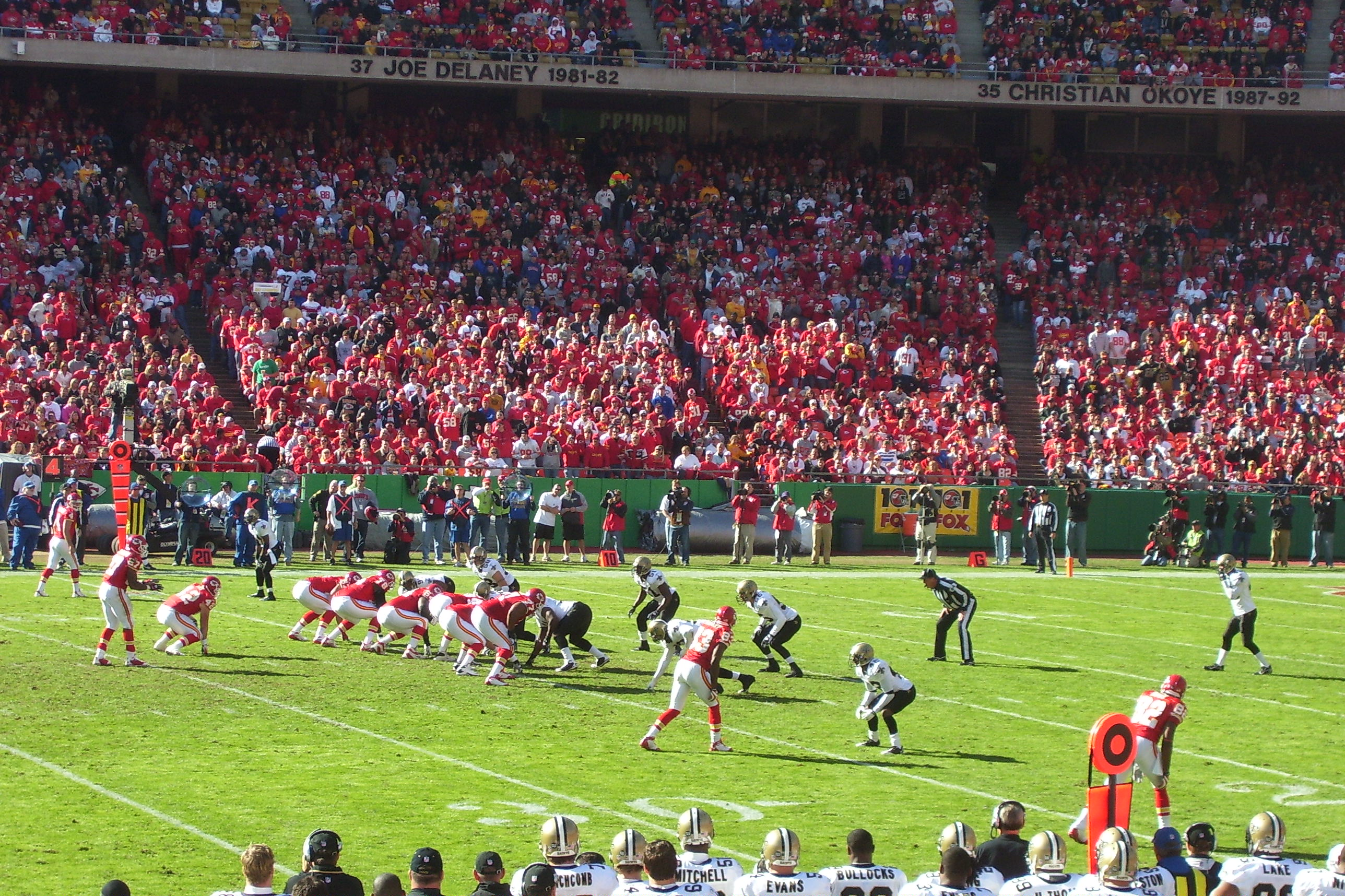
A Chiefs játékosa, Larry Johnson a vadmacska formációt állítja fel 2008-ban

A Kansas City Chiefs az AFL-liga egyik legerősebb csapata lett a legtöbb playoff-szerepléssel (az Oakland Raiders csapatával együtt) és a legtöbb AFL-győzelemmel (három győzelem). A csapat tulajdonosa az AFL-liga egyik vezetőjeként az NFL vezetőivel sikeresen tárgyalt, és 1967-től a két liga legjobb csapatai versenghettek egymással. Ezt az összecsapást hívják Super Bowlnak, amit az akkori idők kedvenc gyerekjátékáról, a pörgettyűről (bouncy bowl) nevezett el. Bár az első évben még AFL-NFL világbajnokságnak hívták, a következő években a Superbowl név terjedt el.

## Neves játékosok

### Jelenlegi keret
| A Kansas City Chiefs játékosai | A Kansas City Chiefs játékosai | A Kansas City Chiefs játékosai | A Kansas City Chiefs játékosai | A Kansas City Chiefs játékosai | A Kansas City Chiefs játékosai | A Kansas City Chiefs játékosai |
| --- | ------------------------------ | --- | ------------------------------ | --- | ------------------------------ | --- |
| Quarterback - 9 Shane Buechele - 15 Patrick Mahomes Running back - 25 Clyde Edwards-Helaire - 01 Jerick McKinnon - 10 Isiah Pacheco Wide receiver - 24 Skyy Moore - 04 Rashee Rice - 08 Justyn Ross - 19 Kadarius Toney - 11 Marquez Valdes-Scantling - 84 Justin Watson Tight end - 88 Blake Bell - 83 Noah Gray - 87 Travis Kelce |                                | Offensive linemen - 73 Nick Allegretti G - 66 Mike Caliendo G - 52 Creed Humphrey C - 64 Wanya Morris T - 77 Lucas Niang T - 79 Donovan Smith T - 65 Trey Smith G - 74 Jawaan Taylor T - 76 Prince Tega Wanogho T - 62 Joe Thuney G Defensive linemen - 97 Felix Anudike-Uzomah DE - 99 Keondre Coburn DT - 51 Mike Danna DE - 92 Neil Farrell Jr. DT - 94 Malik Herring DE - 95 Chris Jones DT - 56 George Karlaftis DE - 91 Derrick Nnadi DT - 53 B. J. Thompson DE - 98 Tershawn Wharton DT |                                | Linebacker - 32 Nick Bolton OLB - 54 Leo Chenal MLB - 43 Jack Cochrane OLB - 50 Willie Gay OLB - 44 Cam Jones OLB - 44 Drue Tranquill MLB Defensive back - 27 Chamarri Conner FS - 06 Bryan Cook SS - 21 Mike Edwards SS - 31 Nic Jones CB - 22 Trent McDuffie CB - 20 Justin Reid FS - 38 L'Jarius Sneed CB - 35 Jaylen Watson CB - 02 Joshua Williams CB Special teams - 07 Harrison Butker K - 05 Tommy Townsend P - 41 James Winchester LS |                                | Reserve lists - 88 Jody Fortson TE - 17 Richie James WR - 13 Nazeeh Johnson FS - 90 Charles Omenihu DE - -- Nikko Remigio WR Practice squad - 40 Ekow Boye-Doe CB - 26 Deon Bush SS - 89 Matt Bushman TE - 48 Cole Christiansen OLB - 93 Matt Dickerson DE - 72 Jason Godrick T - 57 Truman Jones DE - 75 Darian Kinnard T - -- Chris Oladokun QB - 29 La'Mical Perine RB - 14 Cornell Powell WR - 34 Deneric Prince RB - -- Gerrit Prince TE - 61 Austin Reiter C - 30 Darius Rush CB - 39 Keith Taylor CB - 12 Montrell Washington WR Forrás: Roster 2023. szeptember 24-én frissítve Depth Chart • Átigazolások 52 aktív, 5 inaktív, 16 gyakorló csapat |

### Dicsőségcsarnok
| Játékosok | Játékosok          | Játékosok        | Játékosok  | Játékosok |
| Mezszám   | Név                | Pozíció          | Aktív évek | Felavatva |
| --------- | ------------------ | ---------------- | ---------- | --------- |
| 78        | Bobby Bell1 2      | Linebacker       | 1963–1974  | 1983      |
| 63        | Willie Lanier1 2   | Linebacker       | 1967–1977  | 1986      |
| 16        | Len Dawson2        | Quarterback      | 1963–1975  | 1987      |
| 86        | Buck Buchanan1 2   | Defensive tackle | 1963–1975  | 1990      |
| 3         | Jan Stenerud1 2    | Placekicker      | 1967–1979  | 1991      |
| 53        | Mike Webster       | Center           | 1989–1990  | 1997      |
| 19        | Joe Montana        | Quarterback      | 1993–1994  | 2000      |
| 32        | Marcus Allen       | Running back     | 1993–1997  | 2003      |
| 1         | Warren Moon        | Quarterback      | 1999–2000  | 2006      |
| 18        | Emmitt Thomas1 2   | Cornerback       | 1966–1978  | 2008      |
| 58        | Derrick Thomas     | Linebacker       | 1989–1999  | 2009      |
| 77        | Willie Roaf        | Offensive tackle | 2002–2005  | 2012      |
| 61        | Curley Culp 1 2    | Defensive tackle | 1968–1974  | 2013      |
| 68        | Will Shields       | Offensive Guard  | 1993–2006  | 2015      |
| 8         | Morten Andersen    | Placekicker      | 2002–2003  | 2017      |
| 88        | Tony Gonzalez      | Tight End        | 1997–2008  | 2019      |
| 24        | Ty Law             | Cornerback       | 2006–2007  | 2019      |
| 42        | Johnny Robinson1 2 | Safety           | 1960–1971  | 2019      |

| Edzők és más stábtagok | Edzők és más stábtagok | Edzők és más stábtagok                               | Edzők és más stábtagok | Edzők és más stábtagok |
| Név | Név                    | Pozíció                                              | Aktív évek             | Felavatva              |
| --- | ---------------------- | ---------------------------------------------------- | ---------------------- | ---------------------- |
| Lamar Hunt | Lamar Hunt             | A franchise és az American Football League alapítója | 1960–2006              | 1972                   |
| Marv Levy | Marv Levy              | Főedző                                               | 1978–1982              | 2001                   |
| Hank Stram1 2 | Hank Stram1 2          | Főedző                                               | 1960–1974              | 2003                   |
| Bill Polian | Bill Polian            | Megfigyelő (Scout)                                   | 1978–1982              | 2015                   |
| Bobby Beathard | Bobby Beathard         | Megfigyelő (Scout)                                   | 1963, 1966–1967        | 2018                   |
| 1 Az amerikai Futball-ligában kezdte karrierjét. 2 Az 1969-es Superbowlon részt vevő csapat tagja A félkövérrel jelölt nevek a pályafutásuk nagyrészében a Dallas Texans/Kansas City Chiefs tagjai voltak. |                        |                                                      |                        |                        |

## Mez és logó

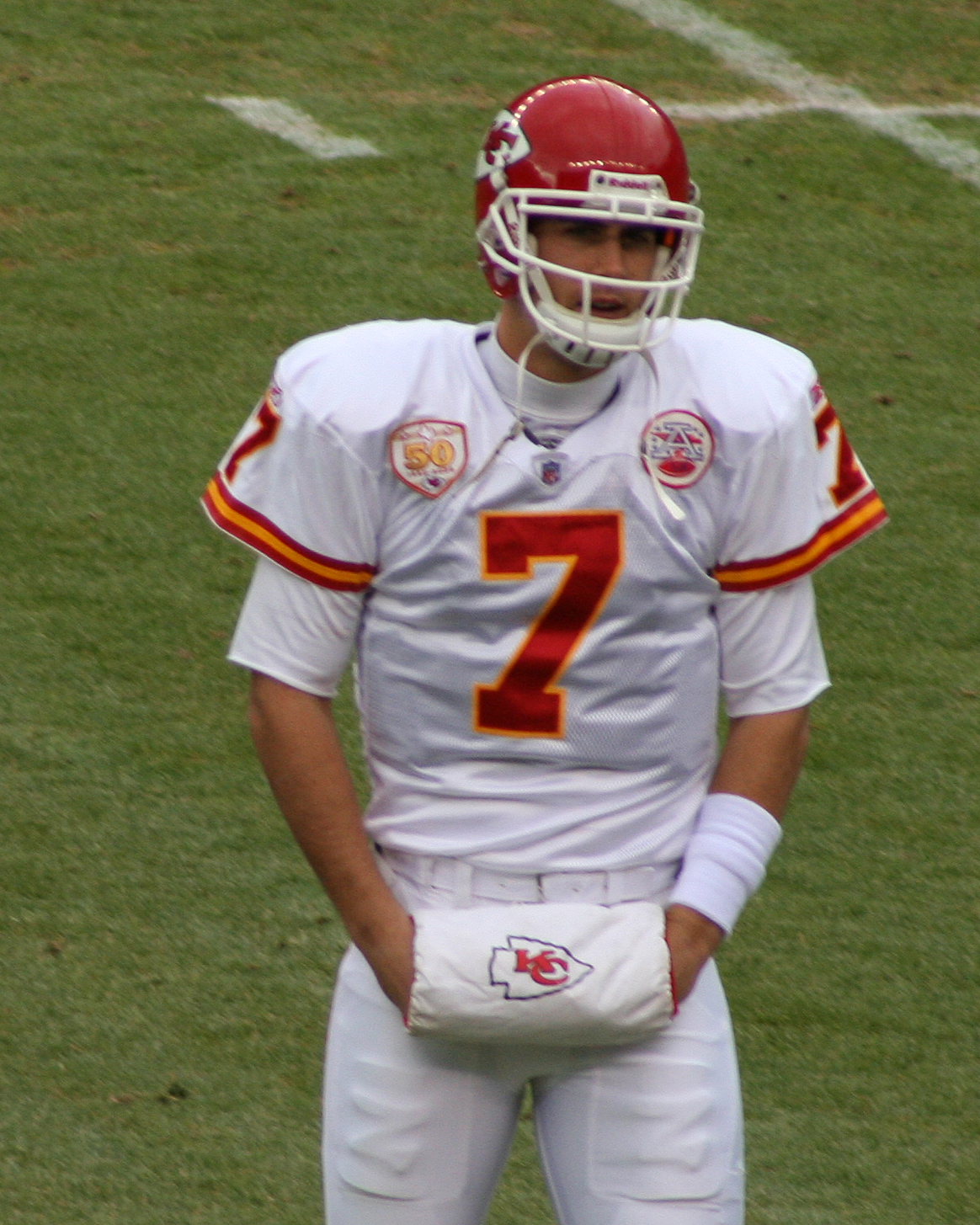
Matt Cassel a Chiefs mezében

Amikor a Texans 1960-ban elkezdett játszani, a csapat logója Texas csillagát tartalmazta fehér színben, és egy kis sárga csillag mutatta rajta Dallas elhelyezkedését. Eredetileg Hunt a kolumbiakék és narancssárga színeket választotta a mez színeinek, de Bud Adams saját csapata, a Houston Oilers színeit választotta. Hunt végül a vörös és arany színek mellett döntött, ez a színösszeállítás a csapat Kansas Citybe való költözése után is megmaradt.
A csapat sisakján látható Texas állam le lett cserélve egy nyílhegyre, amit eredetileg maga Hunt vázolt fel egy szalvétára. Hunt ötlete az egybefolyó KC betűkről a San Francisco 49ers csapat sisakján látható SF-ből ered. 1960 és 1973 között a Chiefs sisakjának az eleje szürke volt, 1974-ben ezt fehérre változtatták.
A Chiefs meze a vörös sisakból, vörös vagy fehér felsőből és azon az ellenkező színű betűvel írt nevekből, számokból állt. Ehhez tartozott még egy fehér színű nadrág, melyet 1960 és 1967, valamint 1989 és 1999 között használtak. 2006-tól kezdve egy tetőtől talpig fehér mezt vezettek be. A csapat történetében először, 2013. szeptember 15-i Dallas Cowboys elleni első hazai mérkőzésen, a Chiefs piros mez mellé piros nadrágot viselt, ami ma már hivatalos színkombinációjuknak számít.